# Podhorácko

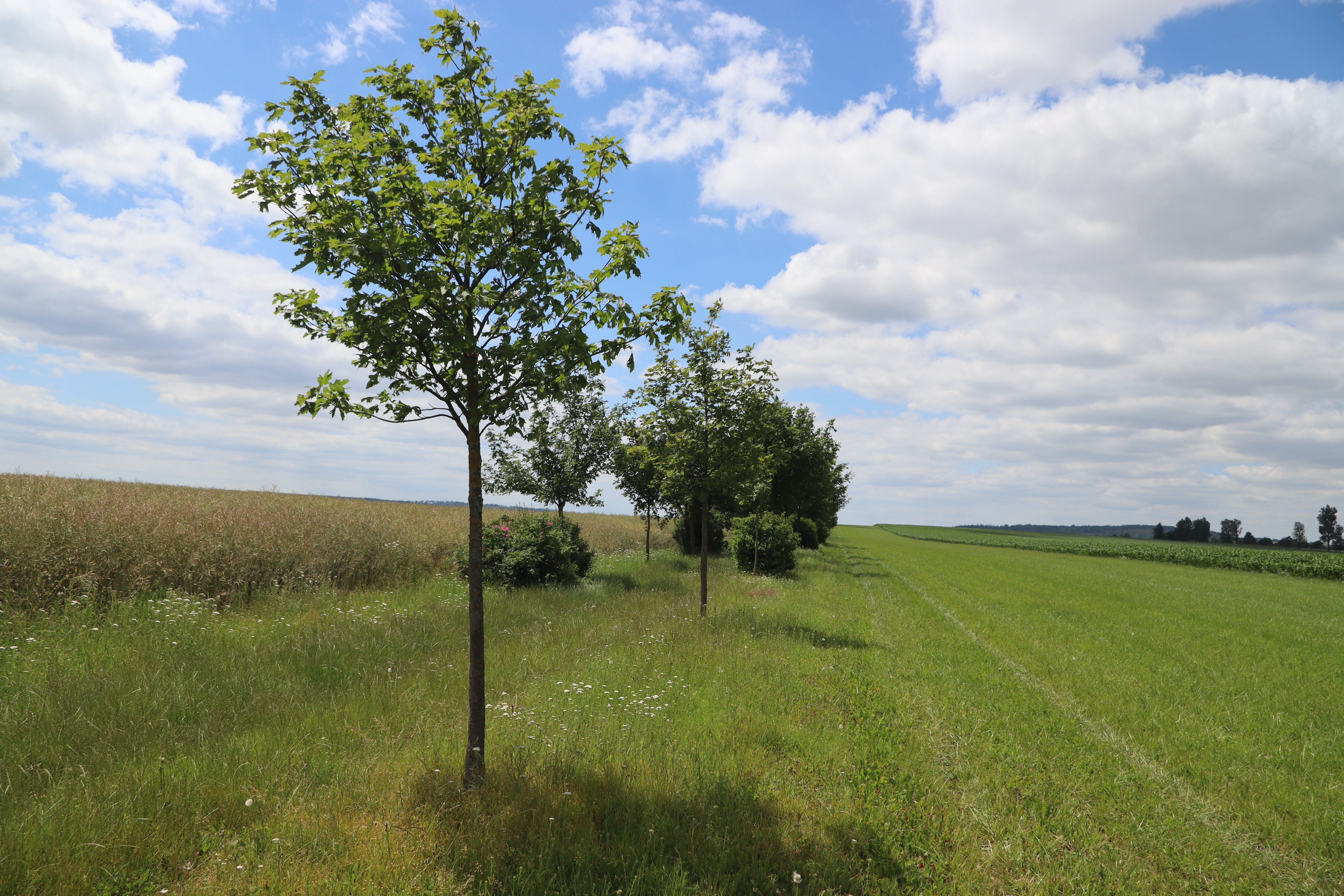
Alej ke sv. Floriánu v Hrotovicích

Podhorácko je etnografický region na jihozápadní Moravě, na pomezí krajů Vysočina (okres Třebíč a okrajově Žďár nad Sázavou) a Jihomoravského (západní část okresu Brno-venkov a okrajově Blansko). 

## Kultura a jazyk
Podhorácko tvoří východní část Horácka (v širším smyslu), od jehož jádrové oblasti se liší zejména tím, že zdejší dialekt už patří mezi středomoravská nářečí stejně jako v sousedním Horáckém Dolsku či na Hané. Největší město regionu je Třebíč, která se však nachází na jeho západním okraji, kde již nářečí přechází do českomoravského dialektu. Ve zbytku Podhorácka se místní nářečí udržuje velmi výrazně a oblast je typická i udržováním staletých tradic, folklórních slavností, poutí, veselic na jejichž zachování mají zásluhu hlavně místní dobrovolnické spolky a obce sdružené v mikroregionu Horácko. Zdejší život popisuje v knize Rok na Moravském Horácku a Podhorácku autor Bohuslav Pernica, který v regionu působil a vydal také díla o zdejších zvycích, písních, krojích, pověstech a pohádkách, stavbách i každodenním bytí.

## Přírodní a historické zajímavosti
Geograficky ho lze zhruba popsat jako pahorkatinu na přechodu mezi Českomoravskou vrchovinou a Dyjsko-svrateckým úvalem; do značné míry se překrývá s Jevišovickou pahorkatinou. Na východě je zhruba ohraničeno Oslavanskou brázdou (jižní část Boskovické brázdy). Hydrograficky jde o oblast na povodí Rokytné, horní Jevišovky, střední Jihlavy, dolní Oslavy a částečně i Svratky. 

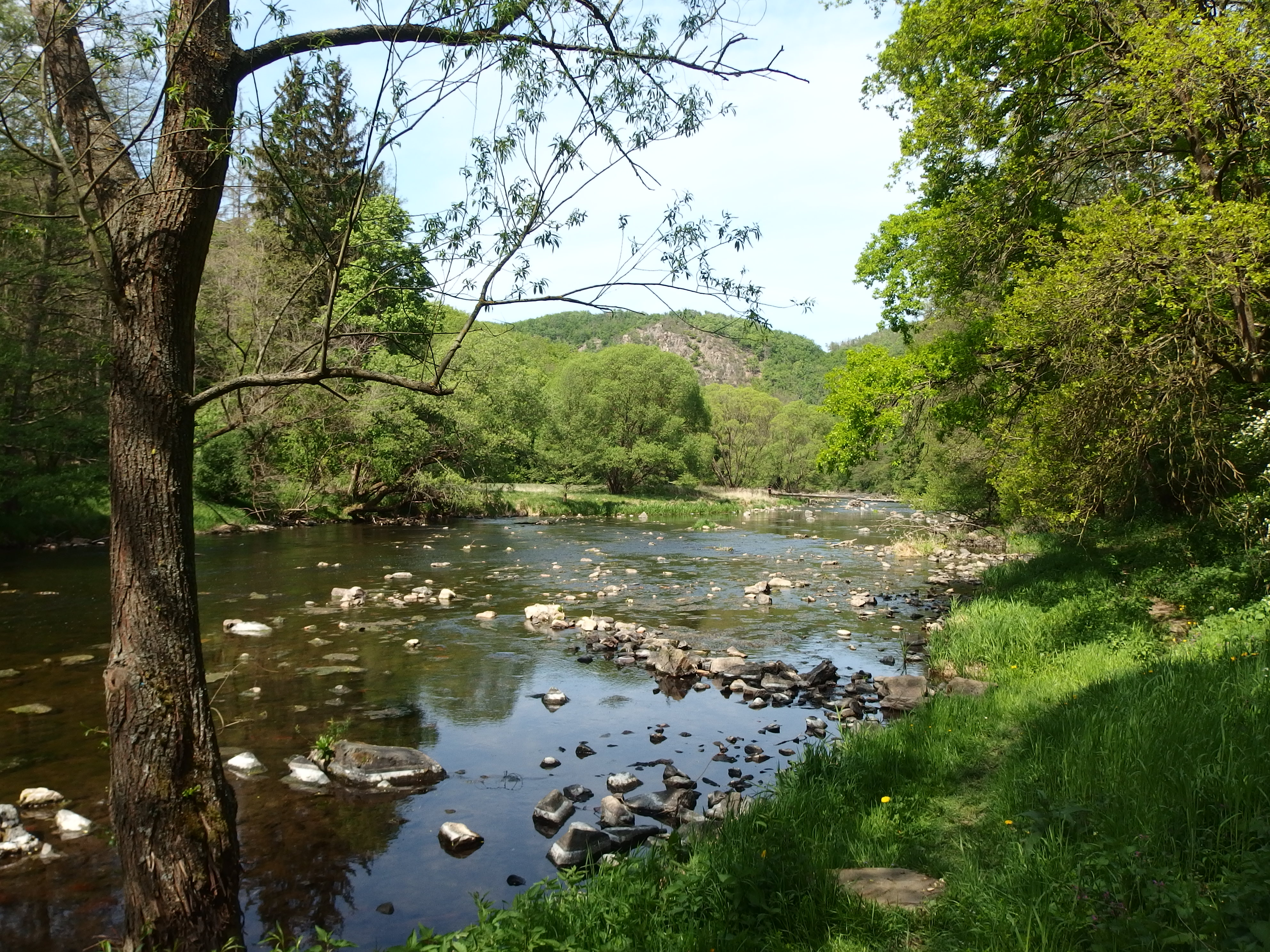
Řeka Jihlava nedaleko obce Biskoupky

Jeho charakteristickou krajinu utváří menší obce, venkovská krajina s remízky a skalními útvary, ale také nesčetné množství historických památek spolu s historickými jádry měst. Pro zachování zdejšího krajinného rázu byl mj. vyhlášen Přírodní park Třebíčsko a úžasné přírodní scenérie ukazují i zdejší hluboká údolí řek Jihlavy a Oslavy. 
Z kulturního hlediska je zajímavý komplex třebíčských památek zapsaných na Seznam světového dědictví UNESCO, barokní architektura v Náměšti nad Oslavou, renesanční zámek v Jaroměřicích nebo četné zřízeniny hradů nad Dalešickou přehradou. 
Pro okolí obcí Studenec a Nárameč je typická krajina se soustavou rybníků, která poskytuje nejen možnost chovu ryb, ale také útočiště mnoha organismům (PP Maršovec a Čepička a PP Ptáčovské rybníky).

## Historie a známí rodáci
Inspiraci zde nacházela celá řada umělců a mnoho z nich z oblasti Podhorácka i pocházelo, např. v Tasově působil například spisovatel Jakub Deml, region byl rodištěm básníka Vítězslava Nezvala a krajina Třebíčska inspirovala také malíře Ladislava Nováka. V oblasti působli moravský národopisec Bohuslav Pernica. Z historických osobností a událostí připomeňme neštěstí v Hrotovicích z konce 2. světové války, ale také rodiště Jana Kubiše obec Dolní Vilémovice. Známou pověstí z regionu je narození kněžice Vladislava v obci, která poté na památku dostala jméno Vladislav a též četná privilegia.

## Podoblasti
Podhorácko tvoří poměrně kompaktní celek, který však lze rozdělit podle pomyslné příslušnosti obcí k jednotlivým městům, která byla historicky sídly jednotlivých panství a dnes poskytují občanskou vybavenost lidem z regionu. Nejdostupnějším velkým městem je Brno (mimo region), i když administrativně spadá většina regionu do Kraje Vysočina. Vlastní Podhorácko zahrnuje tyto podoblasti okolo zdejších měst:
- Hrotovicko
- Jaroměřicko
- Moravskobudějovicko
- (Oslavsko)náměšťsko
- Tišnovsko
- Třebíčsko
- Velkomeziříčsko
- Velkobítešsko

Přechodné:
- Ivančicko (k Brněnsku)
- Kunštátsko (k Malé Hané)